# Państwowa Służba Ochrony Zabytków
Państwowa Służba Ochrony Zabytków – została powołana na podstawie Zarządzenia Ministra Kultury i Sztuki z dnia 22 września 1990 r. w sprawie powołania Państwowej Służby Ochrony Zabytków i określenia jej struktury, w myśl art. 7a ust. 2 ustawy z dnia 15 lutego 1962 r. o ochronie dóbr kultury i o muzeach (Dz. U. Nr 10, poz. 48, z 1983 r. Nr 38, poz. 173, z 1989 r. Nr 35, poz. 192, z 1989 r. Nr 34, poz. 198, z 1990 r., Nr 56, poz. 322 z 1990 r.).
Państwowa Służba Ochrony Zabytków została powołana do realizacji zadań związanych z ochroną dóbr kultury i dziedzictwa kulturowego.
Państwowa Służba Ochrony Zabytków składała się z:
- Biura Ochrony Dóbr Kultury i Muzeów (od 1 października 1996 r. przekształconego w Biuro Ochrony Zabytków)
- oddziałów wojewódzkich.

Organami Państwowej Służby Ochrony Zabytków byli:
- Generalny Konserwator Zabytków
- wojewódzcy konserwatorzy zabytków.

Na mocy Rozporządzenia Prezesa Rady Ministrów Nr 1206 z dnia 31 grudnia 1998 r. w sprawie sposobu tworzenia Urzędu Generalnego Konserwatora Zabytków, Państwowa Służba Ochrony Zabytków została przekształcona w Urząd Generalnego Konserwatora Zabytków, tzn. Urząd Generalnego Konserwatora Zabytków stał się następcą prawnym Biura Ochrony Zabytków Państwowej Służby Ochrony Zabytków.
Działalność statutowa Urzędu Generalnego Konserwatora Zabytków została określona w Rozporządzeniu Prezesa Rady Ministrów Nr 1207 z dnia 31 grudnia 1998 r. w sprawie nadania statutu Urzędowi Generalnego Konserwatora Zabytków.
Urząd Generalnego Konserwatora Zabytków został zlikwidowany 31 marca 2002 r.
W miejsce Urzędu Generalnego Konserwatora Zabytków z dniem 1 kwietnia 2002 r. powstał Departament Ochrony Zabytków Ministerstwa Kultury, którym zarządza Generalny Konserwator Zabytków.